# Рамліла

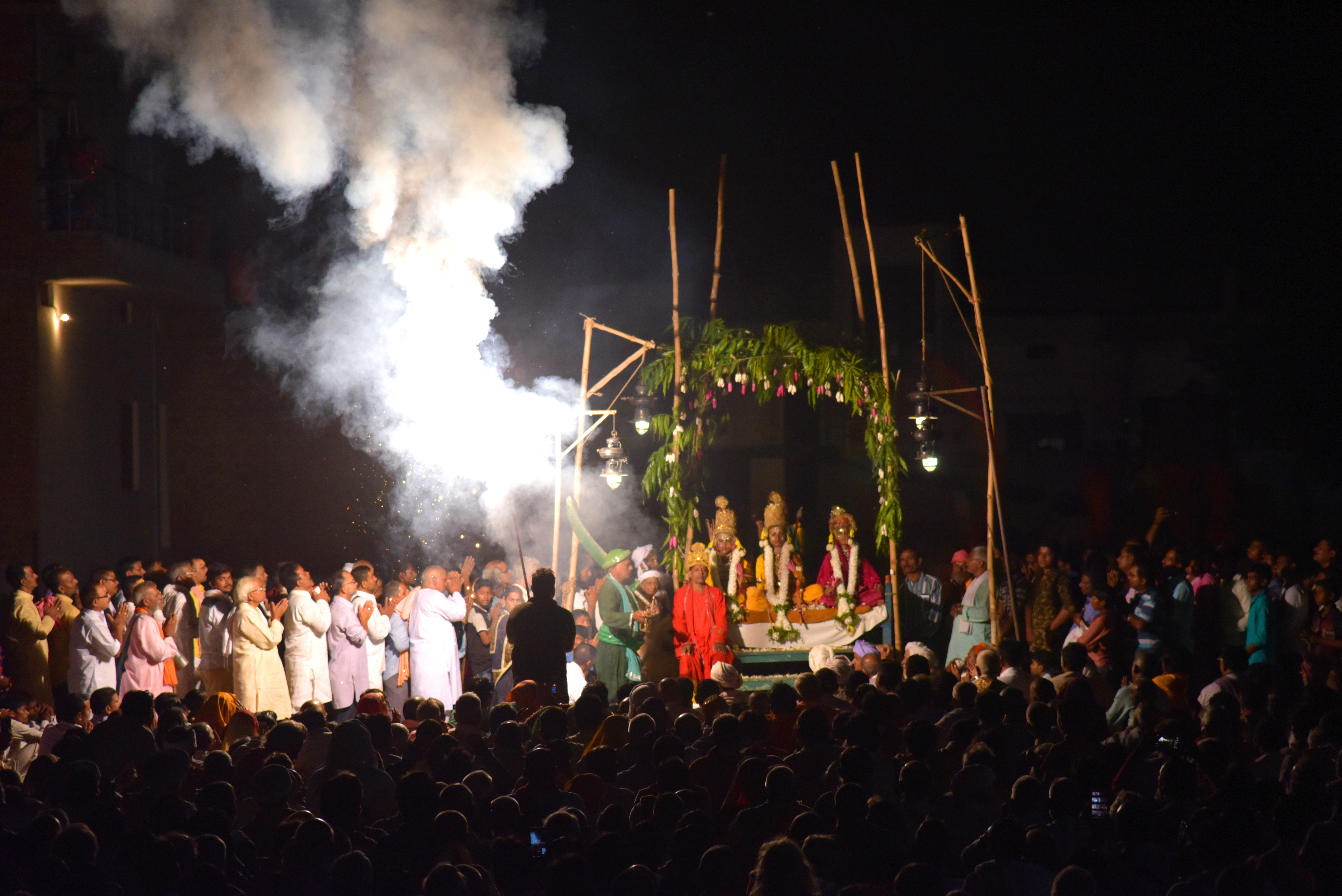
Це зображення зроблено під час всесвітньо відомого Рамнагара Рамліли у 2018 році

Рамліла (санскр. रामलीला, трансліт. Rāmalīlā; буквально "ліла або п’єса Рами) — це будь-яке драматичне народне відтворення життя Рами згідно з давнім індуїстським епосом «Рамаяна» або вторинною літературою, заснованою на ньому, як-от «Рамчарітмани». Зокрема, це стосується тисяч пов’язаних з індуїстським богом Рамою драматичних п’єс і танцювальних подій, які ставляться під час щорічного осіннього фестивалю Наваратрі в Індії. Після інсценування легендарної війни між добром і злом, святкування Рамліли досягає кульмінації в нічних святах Віджаядашамі (Дуссехра), де спалюють гігантські гротескні зображення зла, наприклад ракшаси (демона) Равани, як правило, за допомогою феєрверків.
Рама є сьомим аватаром індуїстського бога Вішну та центральною фігурою Рамаяни, санскритського епосу, який поєднує мистецтво перформансу з історіями, керованими етичними цінностями. Епічний текст датується 1-м тисячоліттям до нашої ери, і Рамліла є адаптацією цих історій. Більшість Рамліл у Північній Індії засновані на вторинному творі 16-го століття про Рамаяну, Рамчарітмана, віршована композиція місцевою мовою (авадхі, діалект хінді), написана Тулсідасом. Ці вірші використовуються як діалоги в традиційних адаптаціях. Постановки просто неба проводяться місцевими комітетами Рамліли (Самітіс) і повністю фінансуються жителями села або місцевими жителями в міських районах. Основна команда артистів тренується для танцювальної драми, але фактична вистава приваблює імпровізованих учасників із числа глядачів і селян. Ця форма мистецтва є частиною індуїстської культури, яка зустрічається для багатьох богів і богинь, але події Рами, Дурги (як Дурга Пуджа) і Крішни (як Расаліла) є найпопулярнішими та щорічними подіями на Індійському субконтиненті.
У 2008 році ЮНЕСКО оголосило свято Рамліла одним із «нематеріальних культурних надбань людства». Рамліла особливо помітна в історично важливих індуїстських містах Айодг'я, Варанасі, Вріндаван, Алмора, Сатна та Мадгубані — містах в Уттар-Прадеш, Уттаракханд, Бігар і Мадг'я-Прадеш. Епос і його драматичні п'єси перекочували до Південно-Східної Азії в 1-му тисячолітті н. е., а заснована на Рамаяні Рамліла є частиною мистецької культури Індонезії, зокрема індуїстського суспільства Балі, М'янми, Камбоджі та Таїланду. У 19-му та 20-му століттях, з переміщенням індійської діаспори в європейські колонії найнятими слугами, культурне святкування Рамліли тепер трапляється в багатьох частинах світу, таких як Маврикій, Африка, Фіджі, Гаяна, Малайзія, Сінгапур, Південна Африка, Суринам і Тринідад і Тобаго. Воно також трапляється в США, Канаді, Великобританії, Нідерландах, Австралії та Новій Зеландії.

## Етимологія та номенклатура
Рамліла — це складні санскритські слова «Рама» (аватар Вішну) і «Ліла» (гра, гра, спорт). За словами Джеймса Лохтефельда, це слово означає «грайливу драму про Раму», де це і розвага, і «глибоко серйозний релігійний акт», який має духовне значення як для акторів, так і для глядачів.
Дослівний переклад Рама Ліли, стверджує Норвін Хайн, це «спорт Рами», де термін «спорт» найкраще розуміти в теологічному контексті. Згідно з вайшнавською ідеєю, Верховній Істоті (Вішну) не потрібно створювати емпіричний світ, він просто спускається як аватара та проявляється в емпіричному світі, щоб «спонтанно, радісно, безкорисливо грати роль» або займатися «спортом»..
Команди або компанії акторів, які тренуються разом і виконують Ramlila, називаються Mandalis.

## Історія

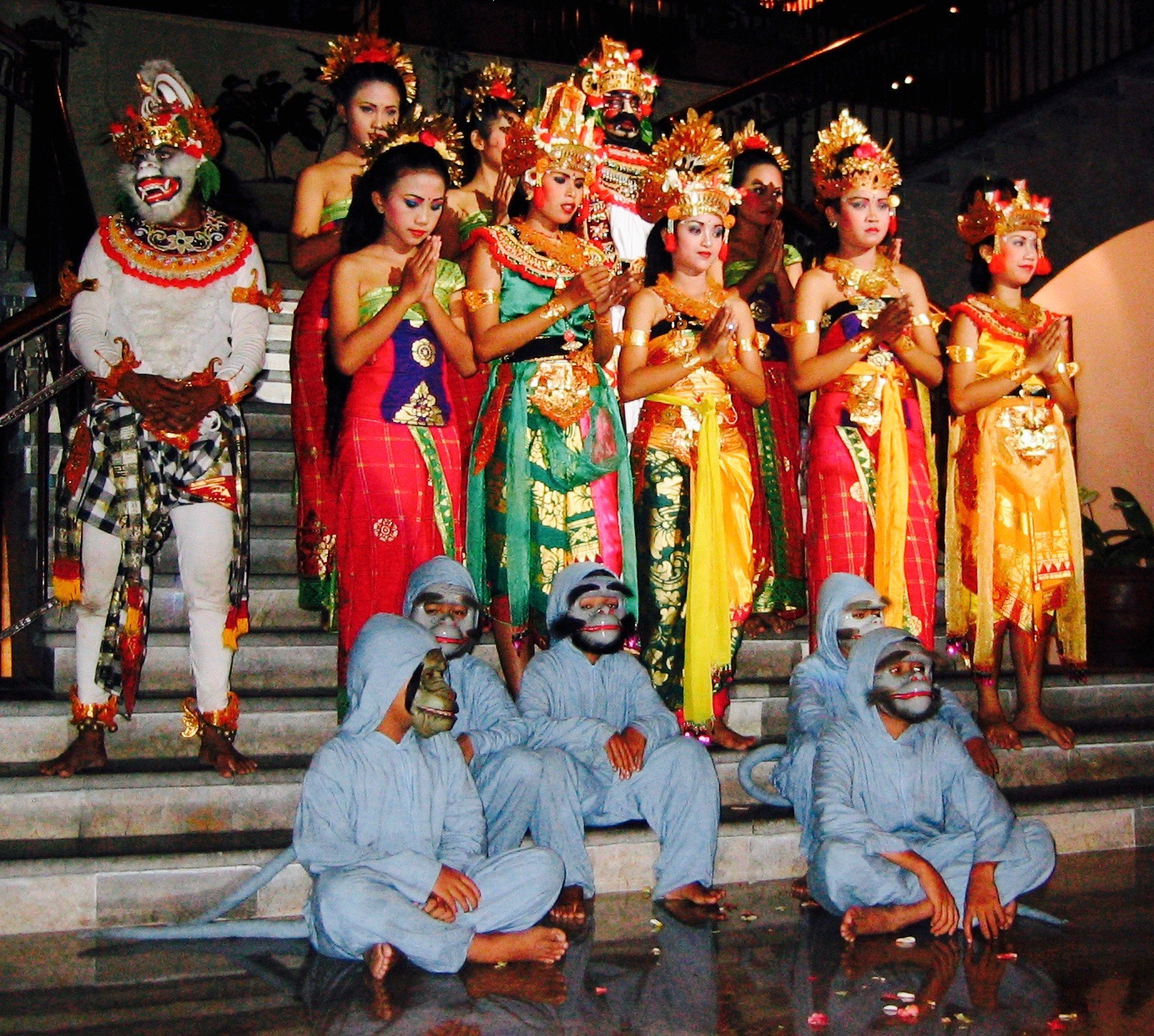
Танцювальна трупа Рамаяни Рамліла на Балі, Індонезія.

Виконавське мистецтво є давньою індійською традицією, а санскритський індуїстський текст Натья-шастра пояснює важливість виконавського мистецтва таким чином:
Нехай Nātya (драма і танець) буде п'ятим ведичне писання.
У поєднанні з епічним сюжетом, прагнучи до чесноти, багатства, радості та духовної свободи, він повинен містити значення кожного писання, і вперед кожне мистецтво.

 — Nātyaśāstra 1.14–15
Рамліла — це одне з багатьох свят, пов’язаних із перформансами в індуїзмі. Епос «Рамаяна» датується 1 тисячоліттям до нашої ери і є одним із найдавніших жанрів індійської літератури Ітіхаса. Однак незрозуміло, коли відбулися перші вистави Рамліла. Перше прийняття Рамчарітмани Тулсідасом у 16 столітті не підтверджено документами, але згідно з традицією, його учень Мегга Бгагат заснував Рамлілу в Рамчарітманасі в 1625 році. За словами Норвіна Гайна, професора богослов’я та релігієзнавства, який спеціалізується на індології, Рамліла була в моді до 1625 року, принаймні в Північній Індії між 1200 і 1500 роками нашої ери, але вони базувалися на Рамаяні Валмікі. За словами Річарда Шехнера, сучасна «Рамліла» має глибше коріння, оскільки містить як вчення стародавніх санскритських текстів, так і сучасні театральні техніки.

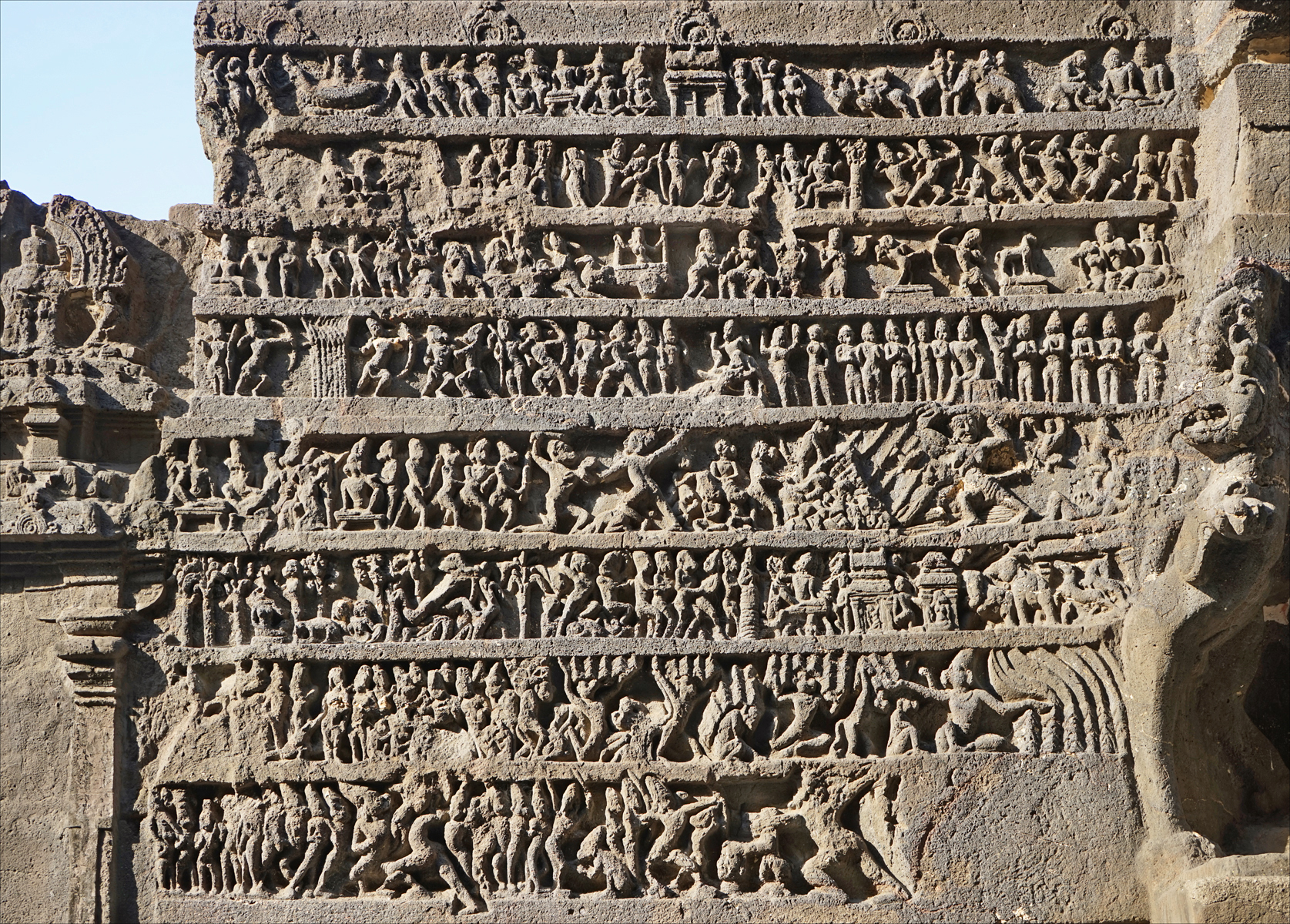
Рельєф Рамаяни в печері 16 Еллори 8 століття свідчить про його важливість для індійського суспільства на той час.

За словами Джона Брокінгтона, професора санскриту, який спеціалізується на індійському епосі, Рамліла, ймовірно, є стародавньою традицією Індії, оскільки вчені загалом визнають, що письмові рукописи з'явилися пізніше в індійських релігіях, а стародавні тексти були в основному продуктом усної традиції. Таким чином, не тільки Рамаліла, але й усі стародавні індійські епоси, ймовірно, були декламовані та передані бардами і студентів у спосіб Рамліли, усно від одного покоління до іншого, і послідовно зберігаючи в широкому географічному регіоні правила дій багатьох команд. Крім того, стверджує Брокінгтон, індуїстські епоси є надто великими, з Рамаяною, що містить 20 000 віршів, і Махабхаратою зі 100 000 віршів, щоб зберігатися протягом двох тисяч років без запису, декламування та розігрування. Тому малоймовірно, що традиція Рамліла виникла лише в сучасну епоху.
Деякі індологи колоніальної епохи припускали, додає Брокінгтон, що Рамаяна є текстом сучасної епохи, але цю гіпотезу з тих пір покинули, оскільки існування індуїстської Рамаяни було засвідчено в літературі джайнізму, рельєфах Рамаяни в печерних храмах, таких як печери Еллора, і храмове різьблення та культура південно-східної Азії до 1-го тисячоліття н. е.
Згідно з Норвіном Хайном, сучасна Рамліла почалася після того, як текст Манаса Тулсіда був складений у 16 столітті. Однак, як стверджує Хайн, танцювально-драматична форма постановки Рамаяни процвітала, принаймні, в регіоні Матхура набагато раніше, можливо, приблизно в перші століття нашої ери до вайшнавській традиції індуїзму. Він знаходить докази цього в катхакалі, яксагані, катхаку та інших індійських класичних танцях, які мають спільні сегменти, теми та стилі з Рамлілою.
Джеймс Прінсеп написав очевидний опис свят Варанасі Рамліла в 1825 році, тоді як Х. Ніхус написав ще один опис із Газіпура в 1905 році. Норвін Гайн описав Рамлілу 1949 і 1950 років, період соціально-політичних потрясінь в Індії після поділу субконтиненту Британською Індією на Індію та Пакистан. Гайн повідомив про свої спостереження від Раміліли в Матхурі.

## Опис

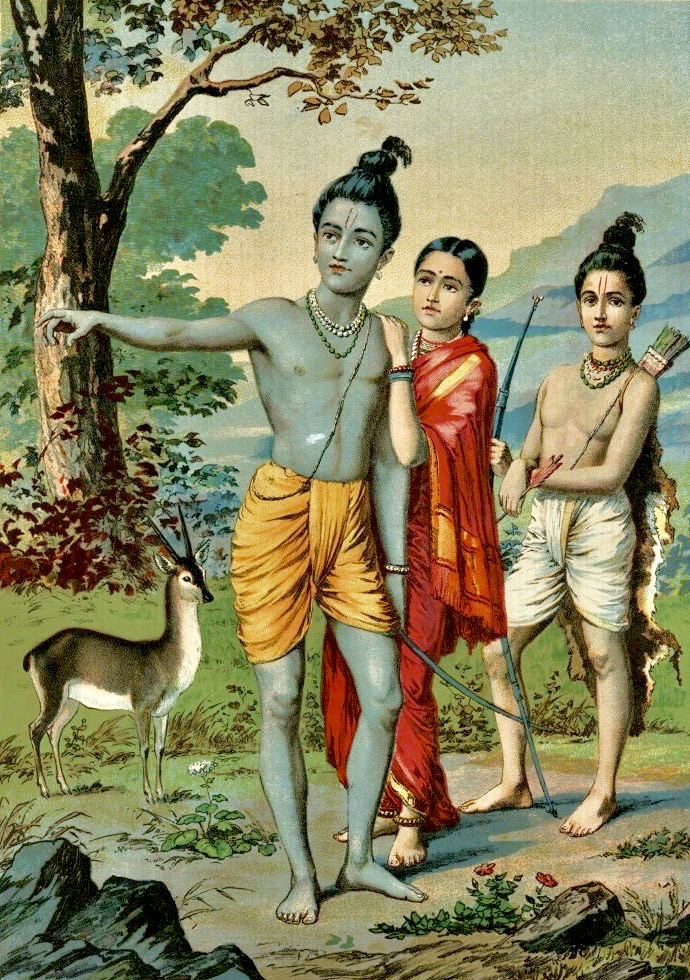
Рамліла обертається навколо епосу про Раму (блакитна фігура), зображеного тут зі своєю дружиною Сітою та братом Лакшманом

Рамліла — це історія індуїстського бога Рами від його народження. Епос описує його дитинство разом з дитинством інших, які є головними героями, такими як Сіта, Лакшман, Равана та інші. Він містить розділи про одруження Сіти та Рами, вигнання Рами, оскільки Дхарма вимагає від нього відмовитися від свого трону, Сіту та Лакшману, які приєдналися до нього у вигнанні, їхні подорожі Індією та зустрічі з шанованими ріші індуїзму, викрадення Сіти демон Равана, горе Рами та Лакшмана, їхня безнадія, як вони творчо створюють армію з інших живих істот у лісі, таких як мавпи, їхня подорож до Ланки, щоб протистояти Равані, битва між добром і злом, знищення Равана, повернення Рами в Айодг'ю і як короля, і життя після цього.
Фестивалі Рамліла грають цю історію. Він організовується в численних селах, містах і районах під час осіннього сезону фестивалю Наваратрі, який зазвичай припадає на вересень або жовтень. За словами ЮНЕСКО, фестиваль є одночасно релігійною та культурною подією, що збирає разом населення, «незалежно від касти, релігії чи віку». Аудиторія, наприклад жителі села, бере участь спонтанно, граючи ролі або допомагаючи в облаштуванні та прибиранні сцени, виготовленні костюмів та утриманні території Рамліла.

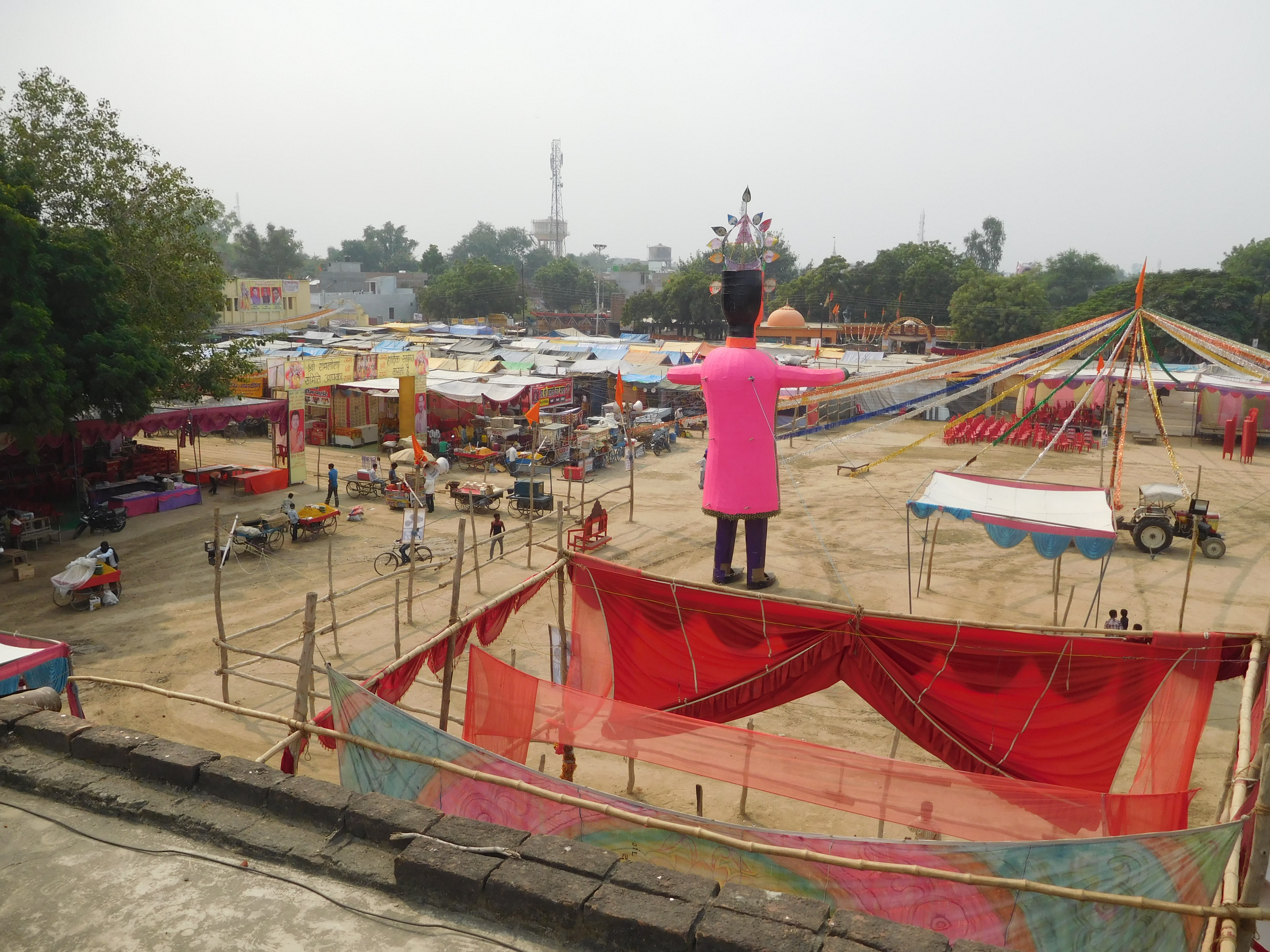
Монтаж сцени в сільській місцевості Рамліла триває в Індії. Велике зображення Равани, який був знищений в кінці.

Традиційно організовується в імпровізованому театрі просто неба в нічний час, його зазвичай проводять аматорські акторські групи, зібрані з усіх верств суспільства. Співаки і музиканти, чоловіки і жінки, люди похилого віку і молодь грають різні партії, співають вірші під музику, декламують діалоги. Декламація та розповідь п'єси зазвичай базуються на Рамачарітаманах. Діалог імпровізований і часто реагує на реакцію аудиторії. Беруть участь барабанщики Dhol та інші музиканти. Атмосфера, як правило, святкова і вільна, публіка свистить і коментує розповідь.. Сцена оточена кіосками з їжею, а неподалік є ярмарок більших виробництв. Навколишні території тимчасово перетворюються на базари, щоб обслуговувати глядачів. Підготовку очолює комітет (самити). У багатьох сільських районах традиційні місця проведення Рамліли розвивалися протягом століть, і сотні людей часто їздять щовечора, щоб відвідати виставу, долаючи милі, як у релігійному паломництві в минулі часи. Актори зазвичай не отримують грошей або отримують мало за свої зусилля, але їм надають безкоштовне харчування та житло від селян або комітету. Витрати на виконання зазвичай фінансуються за рахунок збору коштів у громаді, часто самоорганізованими комітетами Рамліла. Поема початку двадцятого століття «Радгеш'ям Рамаян» Пандіта Радгешима Катхавачака широко використовується в театрі «Рамліла» через коментарі до політичного клімату того часу, а також використання простої мови та символіки. Діалог у поемі відповідає «темам і драматичному стилю» виступу Рамліли як для бойових сцен, так і для більш «зворушливих» сцен.
«Рамліла» — це не проста п'єса, яка розігрується в драматичному театрі, але вона побудована так, щоб заохочувати глядачів і дозволяти їм брати участь. У великих постановках глядачі ходять з акторами з одного місця на інше, вони співають або співдекламують уривок, вони занурюються в п'єсу як другорядні чи важливі персонажі, тоді як головні ролі грає трупа артистів. Глядачі підбадьорюються, коли добро бере верх, вони сумують, коли стається погане, наприклад викрадення Сіти та її ув'язнення проти її волі демоном Раваною. Вони беруть участь у спалюванні опудала, і громада вітається під час повернення Рами назад до Айодг'ї. Теологічно це досвід занурення.

## Регіональні варіації

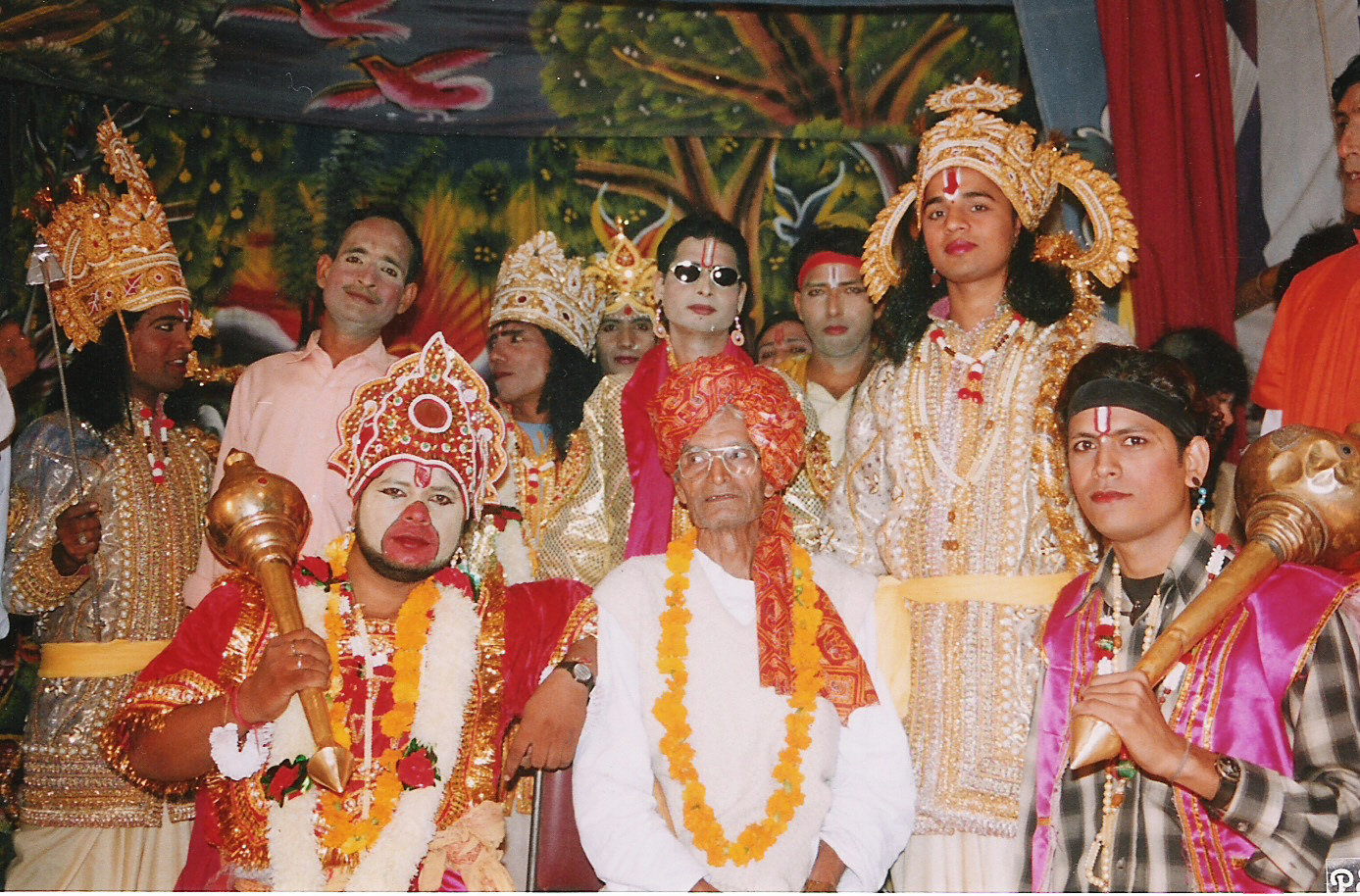
Провідні виконавці трупи Рамліли мандалі з режисером, який звуть в'яса

Сьогодні кілька регіонів розробили свою особливу форму Рамліли, Уттар-Прадеш має численні варіанти стилів подання, найпомітнішим серед яких є Рамнагар, Варанасі, який є 31-денним заходом, тоді як більшість Рамліл в інших місцях, як правило, є скороченими 10-денними. Кульмінація подій у Дуссері.
Інші варіанти включають стиль пантоміми, який можна побачити в джанкі або сценічних виставах, де барвисті джанкі та сцени, що зображують сцени з життя Рами, переносяться містом. Згідно зі звітом ЮНЕСКО за 2008 рік, найбільш помітними традиціями Рамліли є ті, що проводяться щорічно в Айодг'ї, Рамнагарі та Варанасі, Вріндавані, Алморі, Сатні та Мадгубані.
Інший варіант полягає в тому, що оперний стиль включає в себе елементи народного театру щедро, в той час як традиційний стиль залишається, де куплети Рамачарітмани виступають не тільки як діалоги, але також як хор, і, нарешті, є Рамліла, поставлена професійними трупами називається «мандаліс». У багатьох міських Рамілій тепер є діалоги, написані мовою хаді болі або місцевими діалектами, але трактування, як завжди, залишається мелодраматичним, щоб досягти максимального ефекту серед аудиторії, яка знає історію напам'ять, але спостерігає за постановкою через релігійний запал, а також через її видовищність, що зробило Рамлілу важливою подією в релігійному та соціальному календарі не лише малих містечок і сіл, але й багатьох великих міст. Просто в іншій формі народного театру в Індії, як-от Джатра в Бенгалії, тематичні теми часто вплітаються в сценарій, щоб мати доречність, а іноді гумор використовується, щоб запропонувати критику або коментар щодо поточних подій.

### Рамліла в Рамнагарі, Варанасі
Традицію постановки Рамліли в Рамнагарі, Варанасі, який лежить через річку Ганг від індуїстського паломницького міста Варанасі, було започатковано приблизно в 1830 році Махараджею Удітом Нараяном Сінгхом, Каші Нарешем за допомогою сім'ї Пандіта Лакшмі Нараяна Панді (теперішній в'яс джі Рамліли з Рамнагара). Вона зросла в популярності під час правління його наступника Махараджа Ішварі Прасада Нараяна Сінгха, і отримав продовження патронату з боку наступних махараджів Королівського дому Бенареса для створення спільного екологічного театру (театр для конкретного місця) у великому масштабі, де відвідуваність коливається від кількох тисяч до 100 000 для інших.

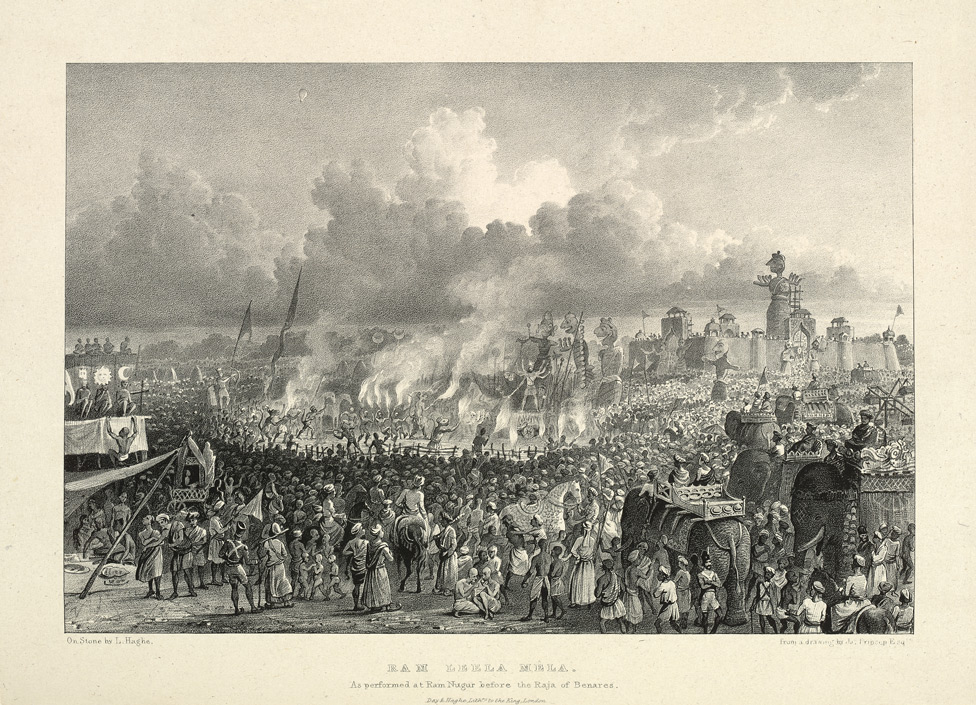
Рам Ліла Мела, перед раджею Бенареса, кульмінація Рамліли зі спаленням опудал Равани, у форті Рамнагар, 1834 р.

«Рамліла» — це цикл п'єс, у якому розповідається про епічну історію Рами, викладену в Рамчарітманасі, версії Рамаяни, написаній Тулсідасом. П'єси, спонсоровані махараджею, ставляться в Рамнагарі щовечора протягом 31 дня. Рамнагар Рамліла проводиться протягом 31 дня, де читається весь Рамачарітман, замість звичайних 10 для скороченого виконання. Він відомий своїми розкішними декораціями, діалогами та візуальним видовищем. У Рамнагарі місто побудувало декілька сцен, кожна з яких названа на честь основних місць подій епосу Рамаяна . Постійні споруди та кілька тимчасових споруд слугують декораціями для представлення таких місць, як Ашока Ватика, Джанакпурі, Панчаваті, Ланка тощо під час вистави. Тому все місто перетворюється на гігантський майданчик просто неба, а глядачі з кожним епізодом переміщуються разом із виконавцями до наступного місця. Під час п'єси актори та глядачі переходять з одного місця на інше, вони приєднуються до хору, створюючи відчуття, що глядачі беруть участь і є частиною вистави.

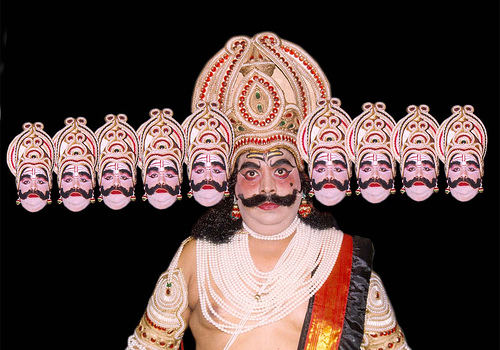
Актор Рамліли в традиційному вбранні Равани

Підготовка починається за кілька тижнів до його початку, навіть процес прослуховування традиційно відвідує Махараджа, де Сварупи, буквально божественне втілення, різноманітні персонажі Рамаяни, обираються серед місцевих акторів. Важливі ролі часто успадковуються сім'ями, наприклад, роль Равани виконувала одна і та ж сім'я з 1835 по 1990 роки, а ролі Ханумана, Джатаю і Джанаки традиційно обирає сім'я В'яса. Коли урочистості Дуссехра відкриваються барвистим дійством, Каші Нареш їде верхи на слоні на чолі процесії. Потім, блискучий у шовку та парчі, він урочисто відкриває місячний народний театр Рамліли в Рамнагарі. Протягом цього періоду сотні садху на ім'я Рамаяні спускаються в місто, щоб подивитися і прочитати текст Рамчарітмана. Багато глядачів носять копію Рамачаріта Манаса, який просто називається Манас, і йдуть строфа за строфою після того, як персонажі виголошують свій діалог. Легенда і свято є частиною їхньої духовної практики, вони не ходять до Рамліли, вони занурюються в неї.

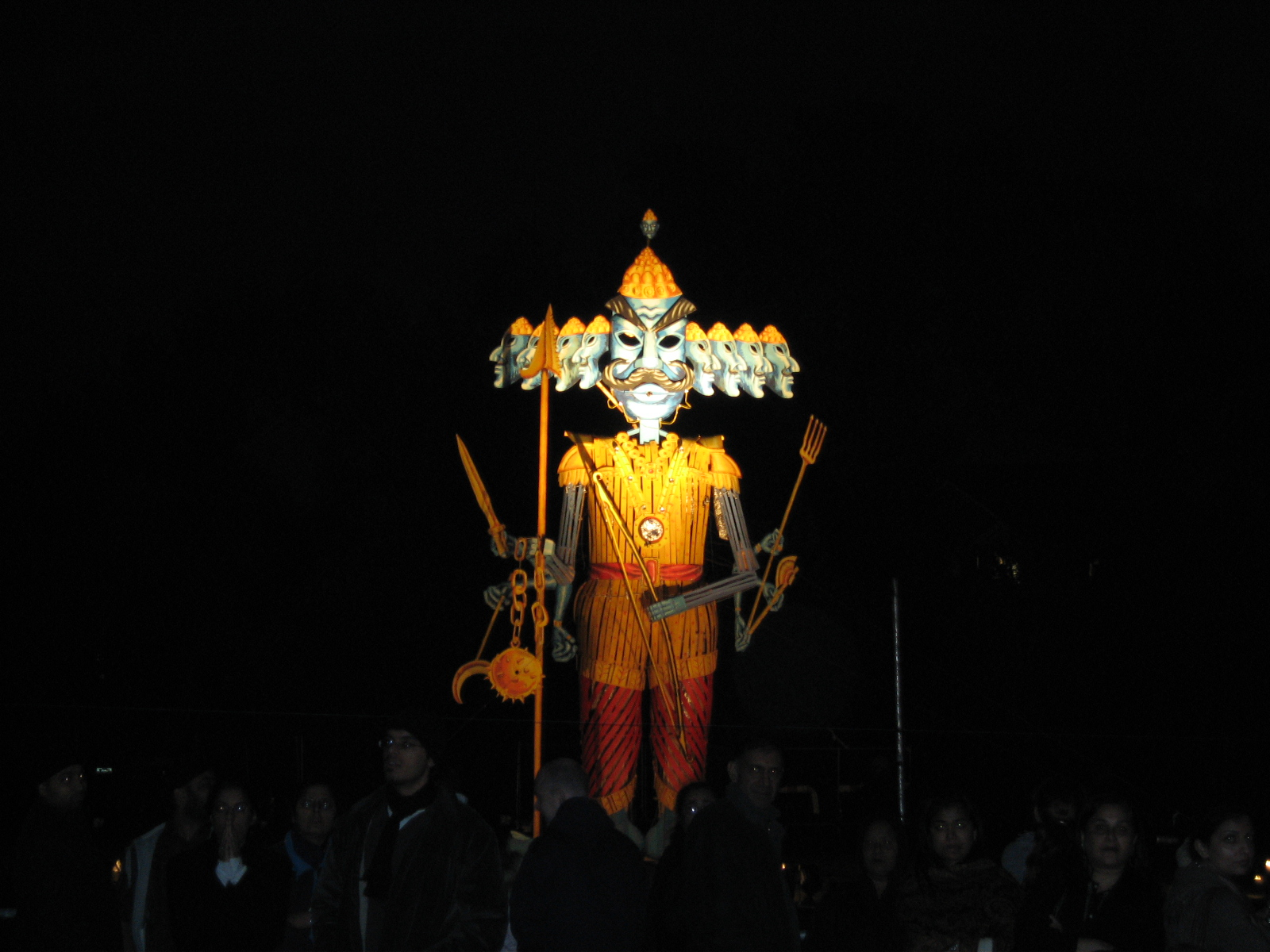
Опудало Равани під час події в Рамлілі.

Під час вистави відбувається подвійна трансформація простору всередині міста, оскільки воно спочатку перетворюється з міста в театр, а потім у міфогеографію, оскільки масштаб вистави поступово нарощується до міфічних пропорцій, опускаючись лише в кінці, коли Рама нарешті повертається додому, це коли сам Раджа стає частиною театру, таким чином включаючи місцеві елементи в саму історію. Наприкінці, коли swarups, актори відходять, вони знімають свої гірлянди та пропонують членам королівської сім'ї та дають даршан глядачам, після вистави востаннє. Наприкінці кожного епізоду виконується ліла, аарті, пісні «Хар Хар Махадев» або "Боло! Раджа Рамчандра кі Джай!' лунають у повітрі, коли до них приєднується публіка. Після цього представлено jhanki, буквально погляд або проблиск, картини застиглих культових моментів із «Манасу», які не лише висвітлюють і кристалізують повідомлення історії для аудиторії, але також цінуються за його вражаючий ефект.
Хоча існує кілька місцевих легенд щодо початку цієї Рамліли, у тому числі одна з яких свідчить про те, що вона вперше була поставлена в сусідньому селі, Чота Мірзапур, як і легенда у Варанасі, була перервана через повінь у Ганзі, звідки вона розвинулась до нинішня Рамліла, яка на сьогоднішній день є найбільш традиційним перекладом Рамаяни, і вже багато десятиліть є предметом вивчення вчених з усього світу.
В останній день свята досягають апогею, коли Рама перемагає короля демонів Равану. Понад мільйон паломників щороку прибувають на масштабні процесії та вистави, організовані Каші Нарешем.
Шрі Сітарам Дгармандал, Сараїхаркху Джаунпур
Сарайхарху — село, розташоване в Джаунпурі, штат Уттар-Прадеш в Індії, на дорозі Джанпур — Лакхнау, близько 18 км (11 ми) з міста Джаунпур. Рамліла тут почалася в 1932 році за британського часу, і відтоді її грали щороку безперервно з Божою милістю під час Дуссери та відзначали срібний, золотий і діамантовий ювілей.
Основною метою цієї організації є поширення бгакті та навчання правилам і розпорядженням Бога Рам Чандри шляхом організації Рамліли під час Душери. Ця організація дуже стара і відома, щороку в цей період сюди збирається велика кількість глядачів. Рамліла виконується протягом п'яти днів, а на шостий день у селі організовується великий ярмарок під назвою «Війядашмі». Важливим у цій організації є те, що вона починалася з членів лише членів сім'ї Каястха з села, а зараз ця організація налічує понад 100 членів, які працюють у різних частинах країни та за кордоном, а також у важливих сферах. Щороку на шість днів приїжджають не лише учасники, а й глядачі з родиною, залишаючи свою важливу справу. Це свідчить про те, що єдність і любов між людьми цього села є прикладом для наслідування. Багато видатних особистостей також відвідують Рамлілу.

## Географічне поширення

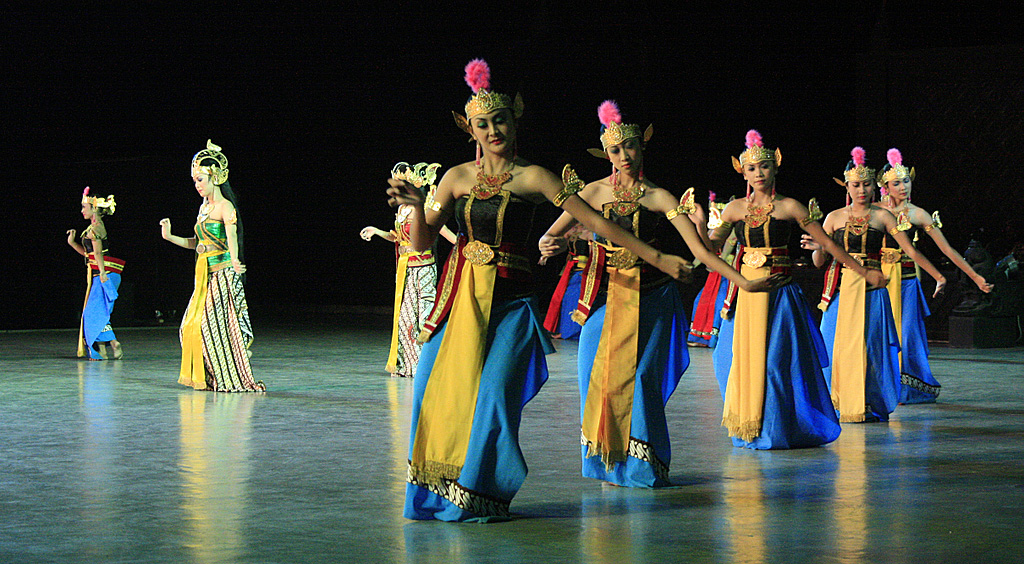
Сучасна постановка Рамаяни.

Протягом століть Рамліла перетворилася на дуже шановану форму мистецтва та подорожувала до далеких куточків земної кулі через індійську діаспору не як акти «культурного відновлення», а як свіжі вияви стійкої віри. Сьогодні «Рамліла» ставлять у більшості країн із іммігрантським індуїстським населенням з Індійського субконтиненту, зокрема з Індії, Непалу та Пакистану. За межами Індійського субконтиненту це включає Фіджі, Маврикій, Південну Африку, Канаду, Гаяну, Суринам, Тринідад і Тобаго, Сполучене Королівство, Нідерланди, Сполучені Штати, Австралію та Нову Зеландію. Деякі азіатські культури мають подібні драматичні традиції, засновані на Рамаяні, наприклад, народна п'єса Лаосу та північно-східного Таїланду Пхра Лак Пхра Лам (Лак і Лам — лаоські назви Лакшмана та Рама відповідно).
Історія Рами також розігрується в іншій популярній формі мистецтва, як нічна вогняна тінь або денна лялькова вистава. Це відоме як Tolapavakuthu в Кералі, Ravana chaya в Одіша, Nang sbek thom в Камбоджі, Nang yai в Таїланді та Wayang purwa в Індонезії.